# Roberto Cláudio
Roberto Cláudio Rodrigues Bezerra (Fortaleza, 15 de agosto de 1975) é um médico e político brasileiro, filiado ao União Brasil (UNIÃO). Já foi deputado estadual, presidente da Assembleia Legislativa do Ceará, e prefeito da cidade de Fortaleza. Filho do ex-reitor da Universidade Federal do Ceará Roberto Cláudio Frota Bezerra, Cláudio é médico sanitarista com PhD em saúde pública pela Universidade do Arizona.

## Biografia
Roberto Cláudio nasceu em Fortaleza, no bairro Papicu, em 15 de agosto de 1975. Foi criado em uma família de classe média de educadores. Seu pai, Roberto Claudio Frota Bezerra, foi reitor da Universidade Federal do Ceará, e seu avô, Prisco Bezerra, um ilustre professor da mesma instituição, dá nome ao campus principal da Universidade. Já sua mãe, Maria das Graças, foi servidora federal da UFC.
Logo na adolescência, Roberto Cláudio decide estudar na Universidade da qual seu pai era reitor, formando-se em Medicina. Ao finalizar os estudos na Universidade, ganha uma bolsa para estudar nos Estados Unidos, e, na cidade de Tucson, faz mestrado e doutorado pela Universidade do Arizona.

## Carreira pública

### Deputado estadual
Ao voltar para o Ceará, iniciou sua carreira política. Nas eleições gerais de 2006, Roberto Cláudio se candidatou a deputado estadual. A campanha teve alcance em 146 dos 184 municípios cearenses, tendo sido mais expressiva na Região Metropolitana de Fortaleza, no Maciço de Baturité, no norte do estado e região da Ibiapaba. Foi, assim, eleito pelo Partido Humanista da Solidariedade (PHS), do qual era membro na época, com um total de 21.283 votos.
No período, foi vice-líder do primeiro governo Cid Gomes e presidiu a comissão de ciência e tecnologia do parlamento cearense. Também foi membro de outras comissões, como a de saúde; fiscalização e controle; educação, cultura e desporto. Foi avaliado como um dos deputados mais influentes da Assembleia pela Revista Fale. Em 2010, Roberto Claudio se reelegeu deputado estadual, desta vez com uma votação maior, de 68.469 votos.

### Presidente da Assembleia Legislativa
Em 10 de fevereiro de 2011, Roberto Cláudio foi eleito, por unanimidade, presidente da Assembleia Legislativa do Ceará e o deputado José Sarto eleito vice, para o biênio de 2011 a 2013, mas, em junho de 2012, iniciou uma pausa em virtude de sua campanha para a prefeitura de Fortaleza.
Em 29 de setembro de 2011, servidores públicos foram agredidos por policiais militares durante uma manifestação na Assembleia Legislativa do Ceará. Na época, Roberto Cláudio, que era presidente da assembleia, foi acusado de ter mandado os policias militares agredirem os servidores e acabar a manifestação. Nas redes sociais, manifestantes se organizaram para continuar os protestos com ofensas dirigidas ao parlamentar.
Em uma entrevista para o jornal O Povo, Roberto Cláudio relata que "alguns professores estavam armados de faca, tentaram agredir os deputados, interromper a sessão e calar o Parlamento". Logo depois, afirma "Eu nunca bati, nem mandei bater em ninguém. Essa não é a minha postura de vida. Eu sou um negociador, eu sou um democrata".
Em 28 de dezembro de 2012, Roberto renuncia o mandato de deputado estadual e a presidência da Assembleia Legislativa para assumir a administração de Fortaleza a partir de 1 de janeiro de 2013. Em virtude da renuncia, José Sarto, que era o vice-presidente, assumiu a função principal por um mês e foi sucedido pelo deputado Zezinho Albuquerque, em fevereiro de 2013.

### Eleições municipais de 2012
Em 23 de junho de 2012, o Partido Socialista Brasileiro confirmou a candidatura de Roberto Cláudio para a prefeitura de Fortaleza, com parceiro de chapa o empresário Gaudêncio Lucena. Mas, anteriormente, os nomes citados para serem candidatos pelo PSB foram o Secretário Especial da Copa no Ceará, Ferruccio Feitosa,  e o professor e sociólogo, Salmito Filho. Quando confirmado que o partido tinha lançado o nome de Roberto Cláudio para ser candidato a prefeito do município, Salmito se candidatou a vereador, e Ferruccio Feitosa voltou ao seu cargo de secretário.
A coligação de Roberto, Para Renovar Fortaleza, foi a maior coligação entre os candidatos à prefeitura de Fortaleza. Ao todo, 19 partidos compuseram a chapa. Os principais temas de sua campanha foram saúde, educação e trânsito, com diversas promessas para tais temas.
| “ | Essa campanha não é contra ninguém. É a favor do povo de Fortaleza. Nós faremos a campanha mais limpa, mais decente, porque não debateremos pessoas, debateremos problemas. | ” |

Em sua campanha eleitoral, Roberto Cláudio foi proibido de exibir, na propaganda eleitoral gratuita, vídeos com frases da ex-prefeita de Fortaleza, Luizianne Lins, nos quais ela afirmava estar preparada para eleger um poste. Em 26 de outubro de 2012, houve um apagão que afetou nove estados do Nordeste do Brasil, o que deu ainda mais repercussão à polêmica frase de Luizianne e à frase do ex-presidente Lula da Silva, em um comício em Fortaleza, na Praça do Ferreira, que dizia "de poste em poste, vamos iluminar o Brasil inteiro".
No primeiro turno, Roberto começou a campanha com pouco menos de 5% das intenções de voto nas pesquisas, e finalizou o primeiro turno, em 7 de outubro de 2012, com 23,32% da preferência do eleitorado, performance que lhe garantiu o segundo lugar, com 291.740 votos. Em primeiro estava o candidato apoiado pela ex-prefeita Luizianne Lins, o petista Elmano de Freitas, com 318.262 votos. No segundo turno, Roberto Cláudio recebeu apoio de vários candidatos do primeiro, como Moroni Torgan, Inácio Arruda, Valdeci Cunha, e André Ramos. Também, outros partidos o apoiaram, aumentando a sua coligação de 13 para 19 partidos.
Em 28 de outubro de 2012, Roberto Cláudio foi eleito Prefeito de Fortaleza, para o período de 1 de janeiro de 2013 a 31 de dezembro de 2016. A vitória contou com um total de 650.607 votos, representando 53,02% dos votos válidos, tendo sido vencedor em 71 dos 97 bairros de Fortaleza, contra 46,98% correspondente a 576.435 votos dados ao petista derrotado, Elmano de Freitas, que venceu em 26 bairros do município. O Tribunal Regional Eleitoral (TRE-CE), registrou 1.227.042 votos válidos em Fortaleza.

#### Promessas durante a campanha

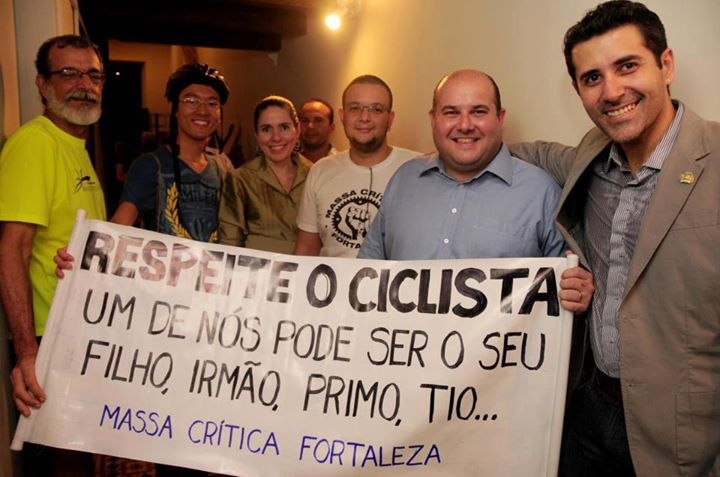
Roberto Cláudio com faixa "Respeite o ciclista".

Durante a campanha eleitoral, Roberto Cláudio assinou a Carta de Compromisso com a Mobilidade por Bicicleta, através da qual se comprometeu a criar um setor na AMC especializado em políticas voltadas aos transportes não motorizados, dentre outros compromissos.

#### Prefeito de Fortaleza

Revitalização do Brasão de Fortaleza, na gestão de Roberto Cláudio.

Em 20 de dezembro de 2012, Roberto e seu vice, Gaudêncio Lucena, divulgaram os principais nomes do novo corpo de gestão da Prefeitura de Fortaleza. O anúncio foi feito no Marina Park Hotel, no bairro Moura Brasil. Além de novos nomes, Roberto anunciou a criação de novas pastas e a reabertura de antigas secretarias, como o Instituto de Planejamento de Fortaleza. Também ressaltou a presença de vereadores que venceram as eleições municipais de 2012 e a importância da participação de tais parlamentares na gestão da cidade.
Em 1º de janeiro de 2013, Roberto Cláudio foi empossado no cargo de Prefeito de Fortaleza, juntamente com o Vice-Prefeito Gaudêncio Lucena, em cerimônia realizada na Câmara Municipal de Fortaleza. Logo depois, foi votado e aprovado em uma sessão na câmara o projeto de lei que autoriza modificações no salário de Roberto Cláudio, seu vice e secretários, sendo divulgado o seu salário em 4 de janeiro de 2013, considerado como um dos salários mais baixos para o cargo de prefeito entre as capitais do Brasil. No ranking nacional, Fortaleza é a 21ª colocada, com o valor da remuneração de R$ 15.891,83.
Roberto Cláudio divulgou em janeiro de 2013 o novo brasão de Fortaleza. Segundo ele, as modificações no brasão foram feitas para marcar sua administração e representá-la de forma única, sem logotipos adicionais, Roberto Cláudio também decidiu que não iria refazer o slogan da cidade, que ainda permanece Fortaleza Bela, da gestão da ex-prefeita Luizianne Lins.

### Eleições municipais de 2016
No dia 04 de agosto de 2016, foi realizada a Convenção do PDT que oficializou a candidatura de Roberto Cláudio para tentar a reeleição. No mesmo evento, foi anunciada a escolha do deputado federal Moroni Torgan como candidato a vice-prefeito em uma coligação composta por 18 partidos. Participaram da convenção os ex-governadores Cid e Ciro Gomes, Izolda Cela (vice-governadora do Estado), Carlos Lupi (Presidente Nacional do PDT).
Roberto Cláudio foi reeleito prefeito de Fortaleza no segundo turno das eleições 2016, derrotando Capitão Wagner (PR).

### Eleições estaduais de 2022
Em 24 de julho de 2022, foi oficializado como candidato a governador do Ceará pelo PDT. A decisão gerou a saída da então governadora Izolda Cela do partido e o lançamento da candidatura de Elmano de Freitas pelo PT, apoiado por Izolda, pelo candidato ao senado Camilo Santana e pelo candidato à presidência Lula. O rompimento da aliança entre PT e PDT pôs fim a um período de 16 anos frente ao governo do estado.
Roberto Cláudio terminou derrotado ainda em 1º turno para Elmano de Freitas, com 14,14% dos votos.

## Desempenho em eleições
| Ano  | Eleição                | Coligação                        | Partido | Candidato a       | Votos   | Resultado   |
| ---- | ---------------------- | -------------------------------- | ------- | ----------------- | ------- | ----------- |
| 2006 | Estadual no Ceará      | PHS                              | PHS     | Deputado estadual | 37.245  | Eleito      |
| 2010 | Estadual no Ceará      | PSB                              | PSB     | Deputado estadual | 68.469  | Eleito      |
| 2012 | Municipal de Fortaleza | Para renovar Fortaleza           | PSB     | Prefeito          | 650.607 | Eleito      |
| 2016 | Municipal de Fortaleza | Fortaleza só tem a ganhar        | PDT     | Prefeito          | 678.847 | Eleito      |
| 2022 | Estadual no Ceará      | Do povo, pelo povo e para o povo | PDT     | Governador        | 734.976 | 3° colocado |